# Aphidius polygonaphis
Aphidius polygonaphis är en stekelart som först beskrevs av Fitch 1855.  Aphidius polygonaphis ingår i släktet Aphidius och familjen bracksteklar. Inga underarter finns listade i Catalogue of Life.